# ترگوویشته (کنگاژواتس)
ترگوویشته (به صربی: Trgovište) یک منطقهٔ مسکونی در صربستان است که در کنگاژواتس واقع شده‌است. ترگوویشته ۱٬۹۵۳ نفر جمعیت دارد.